# Rho Boötis

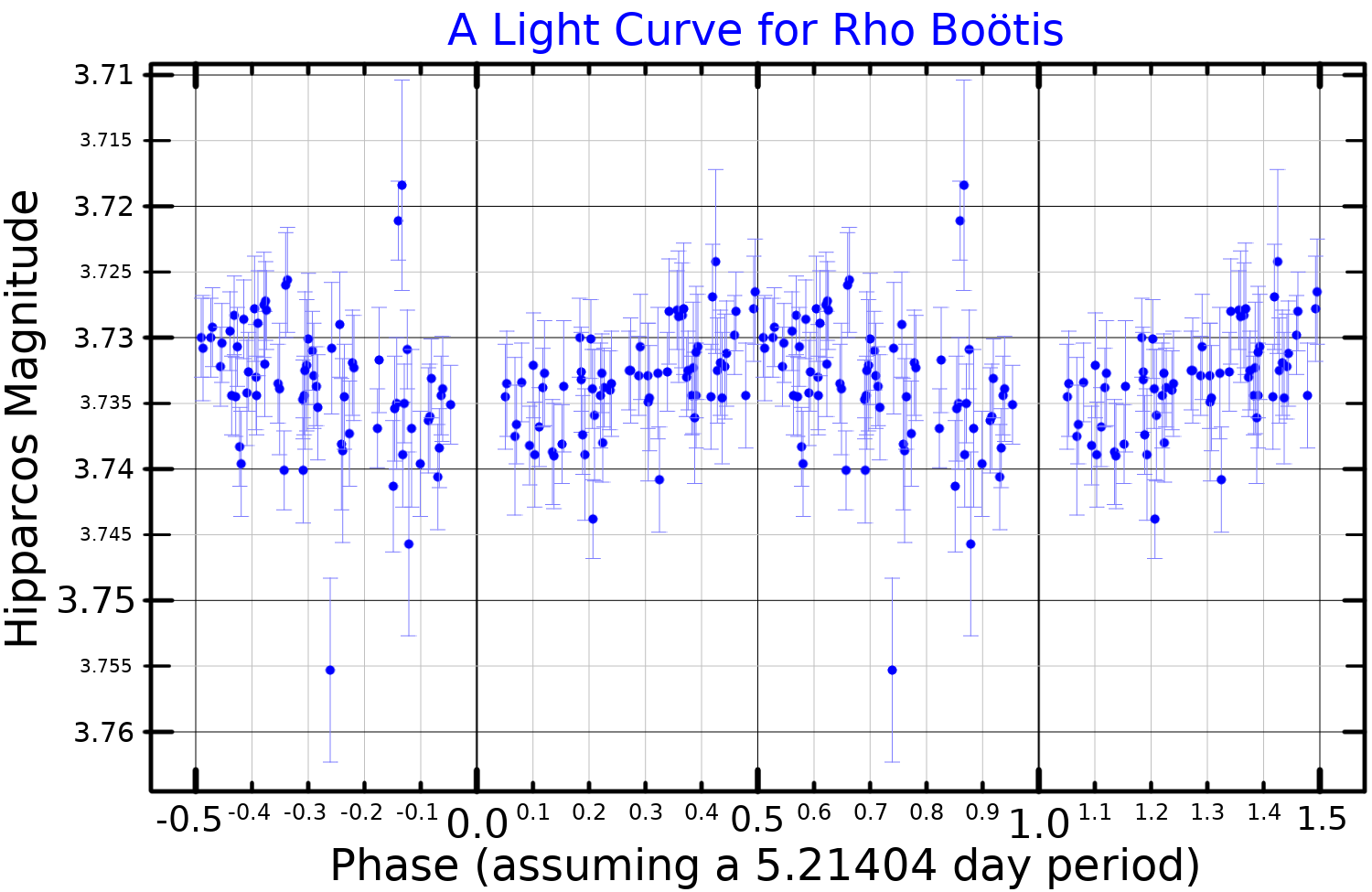
Lichtkromme van Rho Boötes

Rho Boötes is een ster in het sterrenbeeld Ossenhoeder. De afstand van de ster is met behulp van parallaxberekeningen vastgesteld op 160 lichtjaar.